# Elbistan
Elbistan là một huyện thuộc tỉnh Kahramanmaraş, Thổ Nhĩ Kỳ. Huyện có diện tích 2319 km² và dân số thời điểm năm 2007 là 129379 người, mật độ 56 người/km².